# Walter Winterbottom
Sir Walter Winterbottom (Oldham, 31 maart 1913 – Guildford, 16 februari 2002) was een Engels voetballer en voetbalcoach. Hij werd in 1946 de allereerste bondscoach van Engeland.

## Carrière
Winterbottom sloot zich in 1936 aan bij Manchester United. Hij combineerde zijn carrière als voetballer met lesgeven aan de Alexandra Road School in Oldham. In zijn eerste seizoen kwam hij nog veel aan spelen toe, maar in zijn tweede seizoen speelde hij slechts vier officiële wedstrijden. In 1946 werd hij de allereerste bondscoach van Engeland – voordien werden de spelers geselecteerd door de Engelse voetbalbond. Van de 139 interlands die Engeland onder Winterbottom speelde won het er 78, speelde het 33 keer gelijk en verloor het 28 keer. Winterbottom loodste Engeland tussen 1950 en 1962 vier keer op rij naar het WK, een record dat pas in 1978 werd geëvenaard door Helmut Schön. Onder zijn bewind haalde Engeland tweemaal de kwartfinale en strandde het tweemaal in de groepsfase. Vier jaar nadat hij afzwaaide als bondscoach werd Engeland wereldkampioen onder zijn opvolger Alf Ramsey.
In 1978 ging Winterbottom, die toen secretaris-generaal van de Sports Council was, met pensioen. Hij werd na zijn afscheid in de adelstand verheven. 
Winterbottom overleed op 16 februari 2002 op 88-jarige leeftijd in het Royal Surrey Hospital in Guildford na een operatie tegen kanker.